# Santa Cruz (Davao del Sur)
Santa Cruz (Bayan ng Santa Cruz) är en kommun i Filippinerna. Kommunen ligger på ön Mindanao, och tillhör provinsen Davao del Sur. Folkmängden uppgår till 67 317 invånare.

## Barangayer
Santa Cruz är indelat i 18 barangayer.
| - Astorga - Bato - Coronon - Darong - Inawayan - Jose Rizal - Matutungan - Melilia - Zone I (Pob.) | - Saliducon - Sibulan - Sinoron - Tagabuli - Tibolo - Tuban - Zone II (Pob.) - Zone III (Pob.) - Zone IV (Pob.) |